# メギド

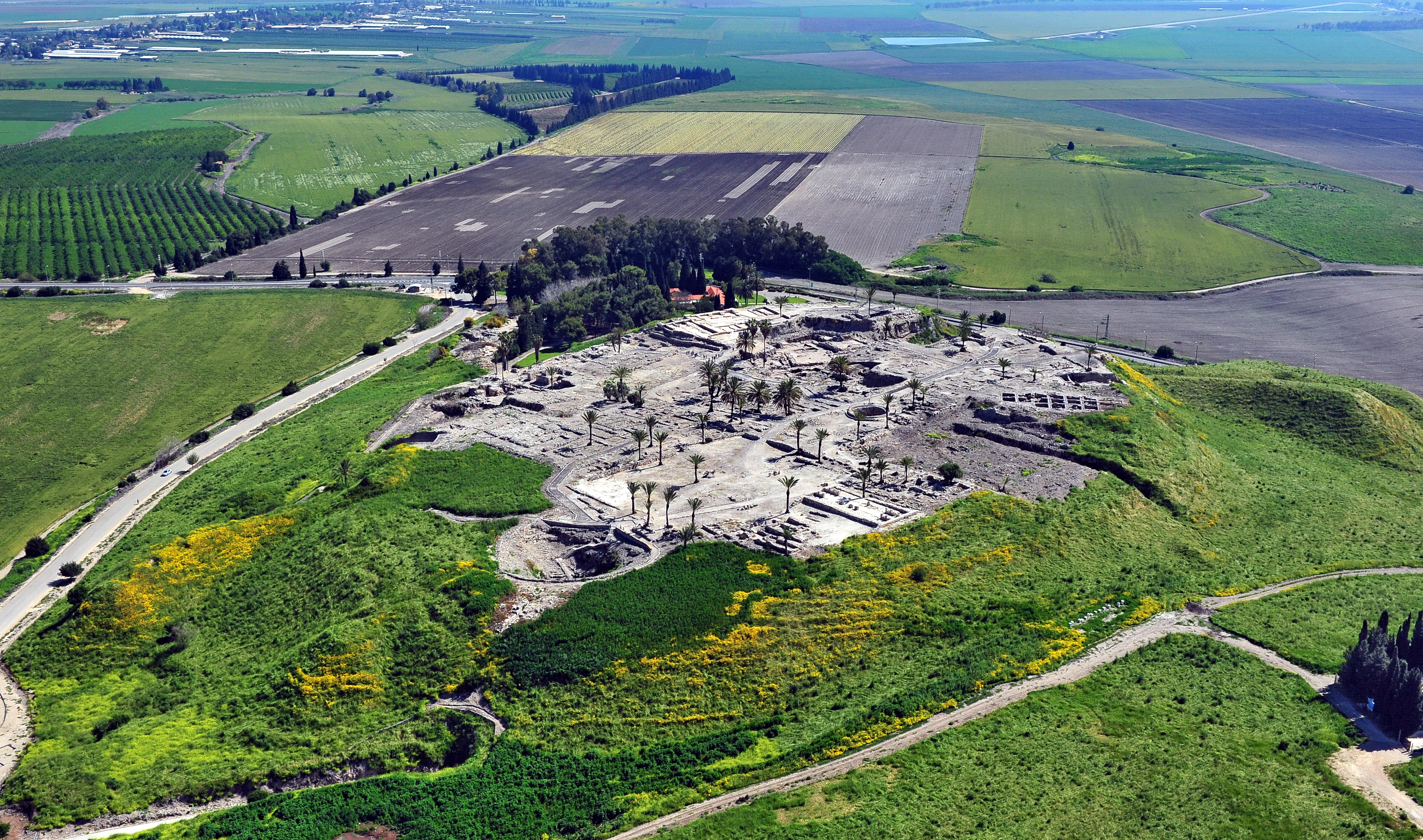
メギドの全体像

メギド（ヘブライ語: מגידו）は、イスラエルにある遺跡。イスラエル北部のエズレル平野の南西縁の丘の上にある。世界遺産の聖書ゆかりの遺丘群-メギド、ハツォル、ベエル・シェバを構成する。
周辺には常緑の硬葉樹林および低木林が多く、2011年に一帯はユネスコの生物圏保護区に指定された。

## 歴史
メギドは古代世界において重要な場所であり、エジプトとアッシリア（メソポタミア）の交易ルートを支配していた。こういった主要なルートの交点に位置することにより、メギドやその周辺地域は歴史を通して様々な大きな戦闘を経験している。この地には紀元前7000年から紀元前500年まで居住者がいた。
紀元前1478年にエジプトの王トトメス3世がこの地において戦争（メギドの戦い）を行ったことにより、古代エジプト人によってこの地を言及する記録が存在する。上エジプトにあるトトメス3世の神殿にはヒエログリフで詳細に、この戦争について描かれている。聖書には海の道（Derekh Ha Yam）の名で登場し、ローマ帝国時代には重要な戦略路として位置づけられ、ウィア・マリス（Via Maris）として知られるようになった。
現在のメギド（キブツ）は、メギド遺跡から南西に200mほど離れたところにある。近接するメギド山（Har-Megiddo）はハルマゲドンの語源となっている。

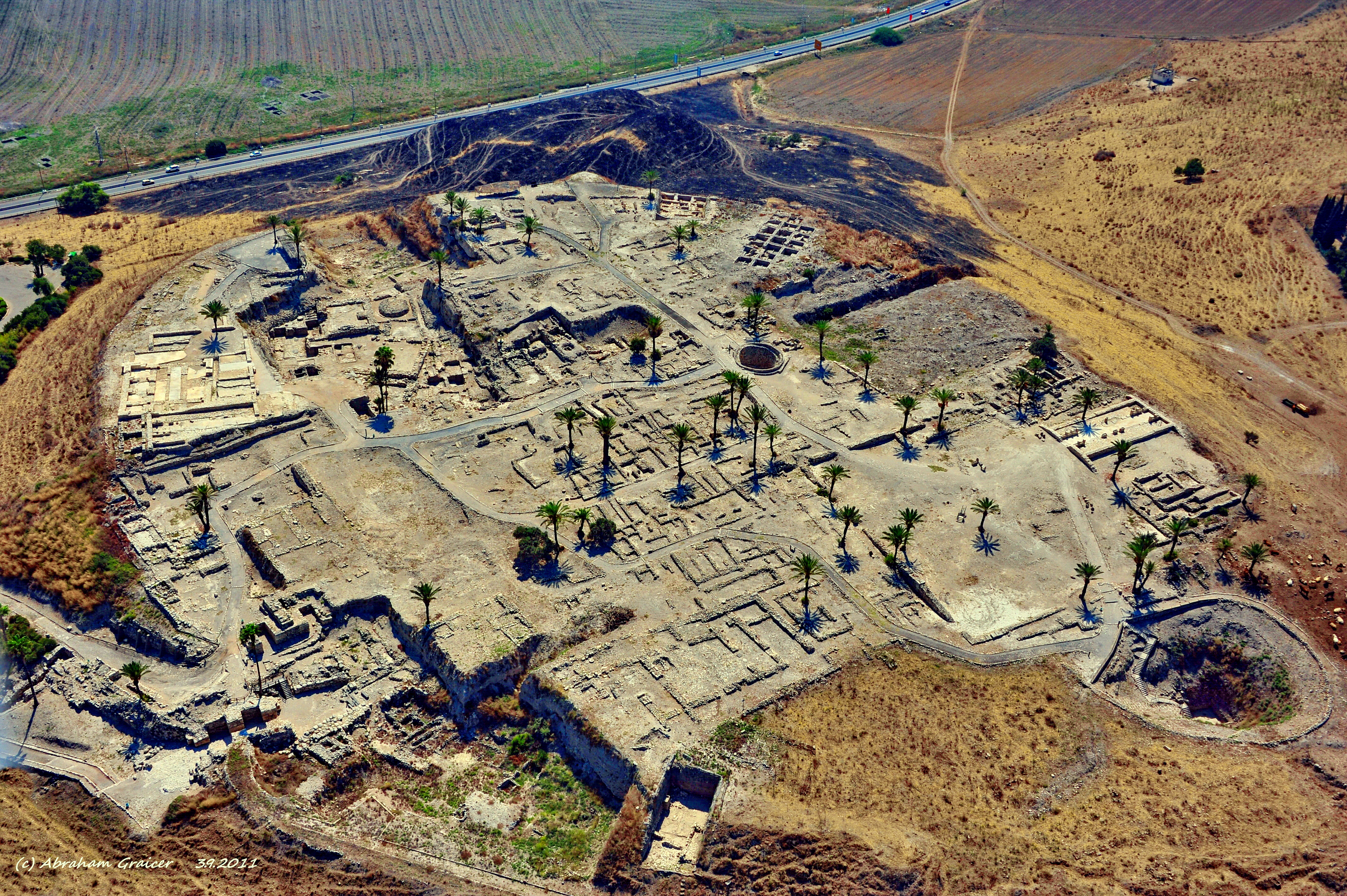
空撮
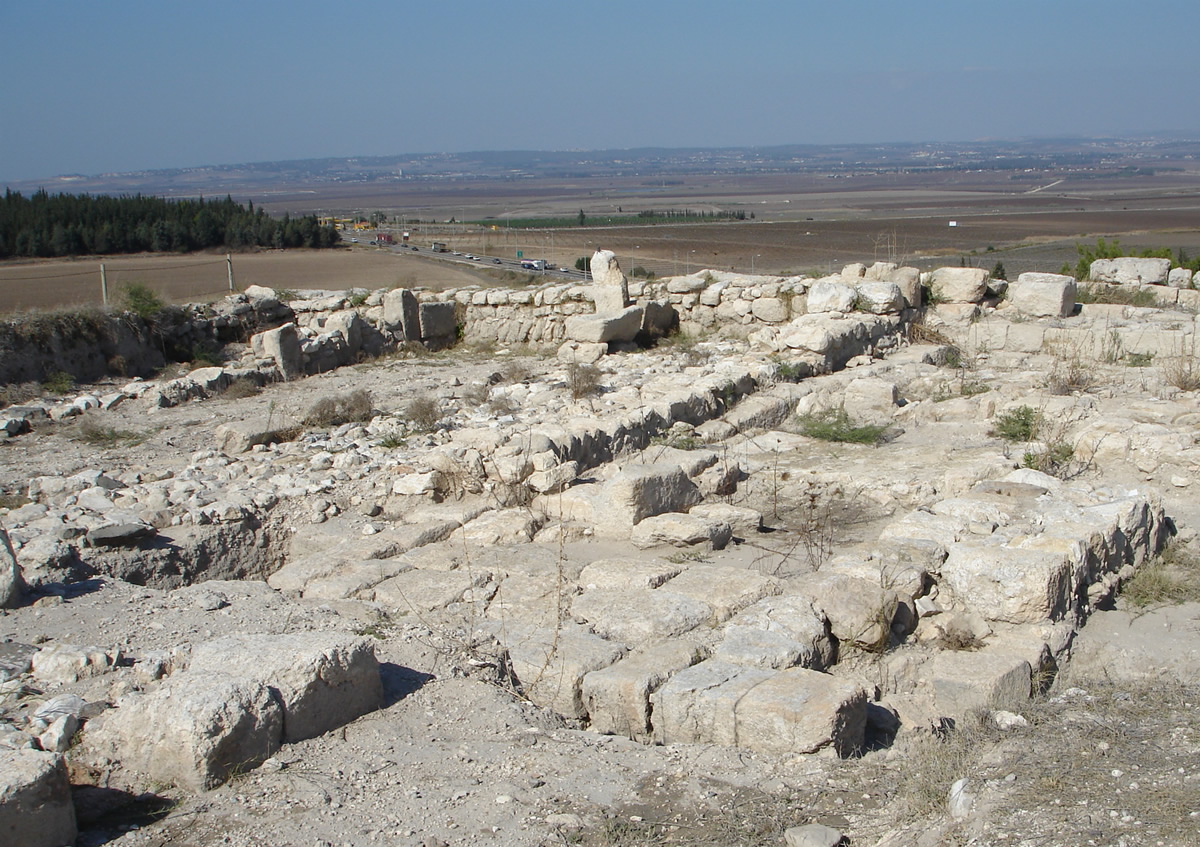
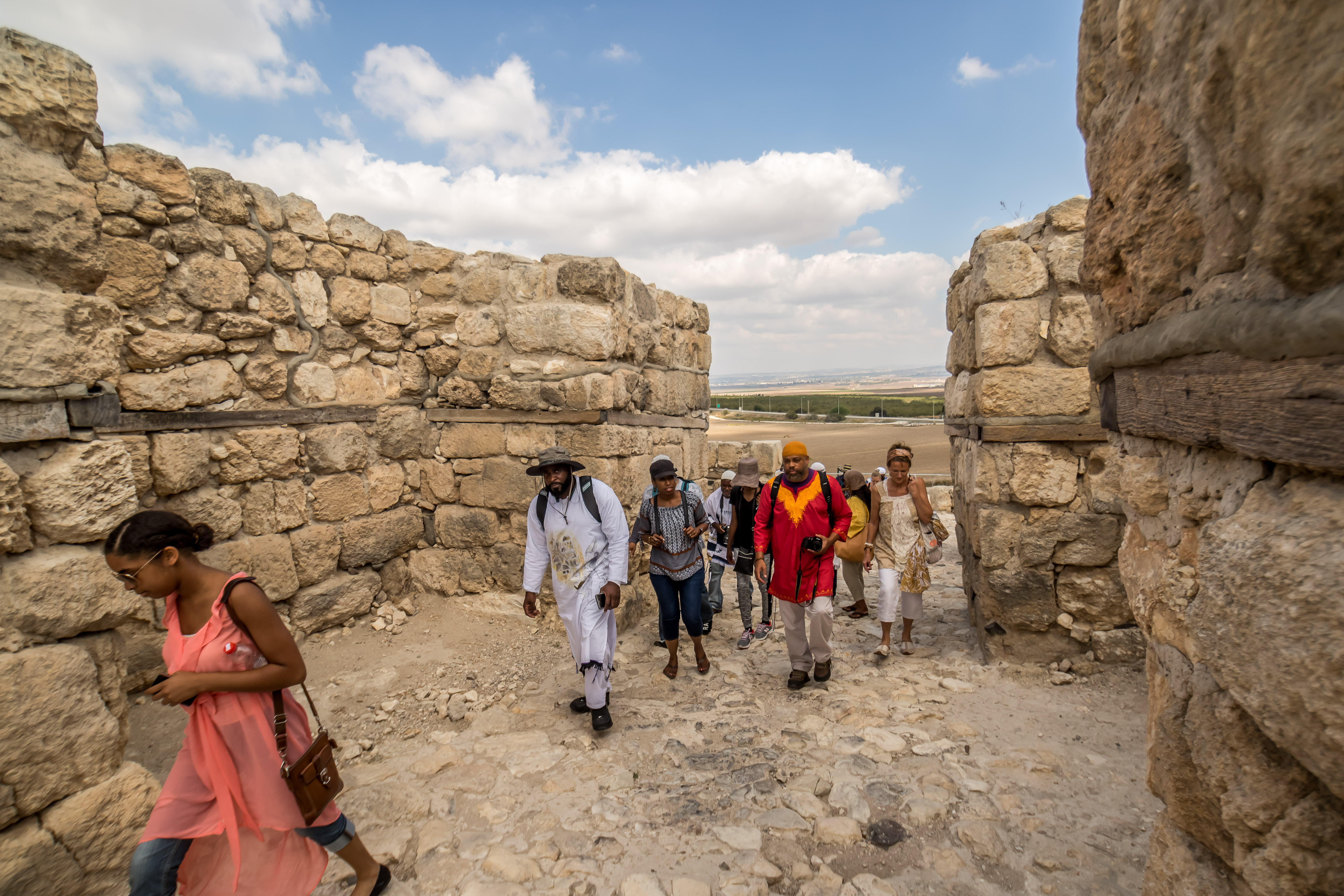
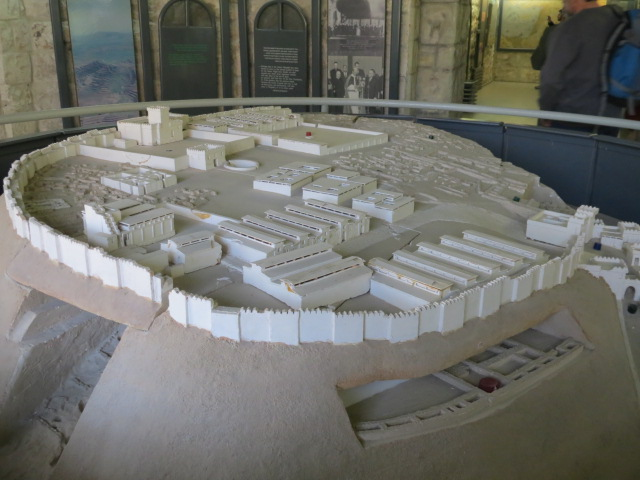
復元模型